# Il Giornale delle dame e delle mode di Francia

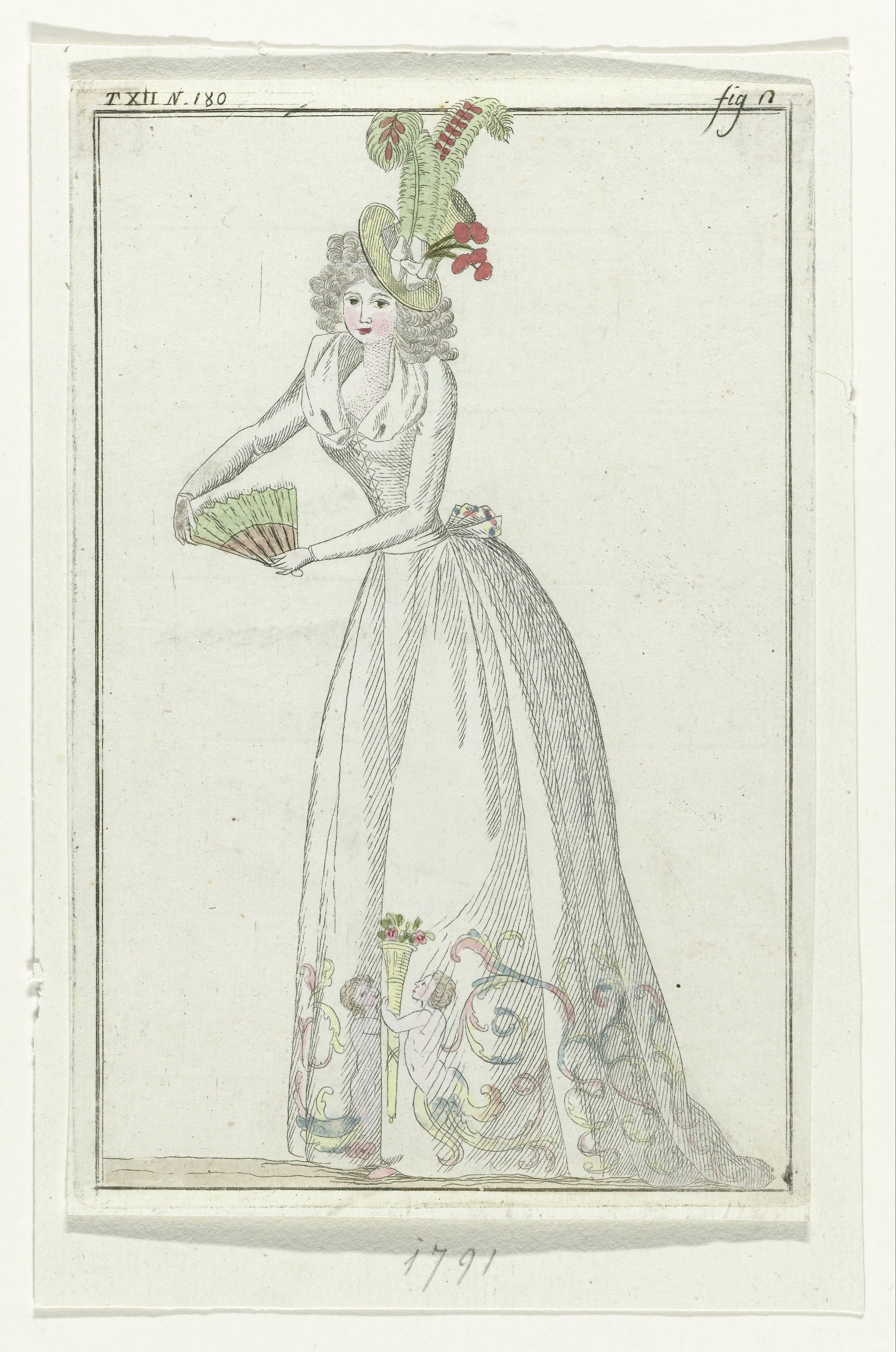
Giornale delle nuove mode di Francia e d'Inghilterra, 1791, T XII, N.180, fig.n., RP-P-2009-4080

Il Giornale delle dame e delle mode di Francia è una rivista pubblicata a Milano dal 15 luglio 1786 al 31 dicembre 1794, con periodicità varia, dapprima quindicinale, poi decadale e infine mensile. Stampata in piccolo formato (21x13 cm) in un numero variabile di pagine da 4 a 12 dalla Stamperia Pirola, in ogni numero era presente uno o più figurini miniati a colori.
Sorto ad imitazione del coevo periodico francese, Le Cabinet des modes, di cui riproduce spesso temi e modelli, il Giornale delle dame e delle mode di Francia è il capostipite di tutta la stampa dedicata a un pubblico femminile, se non su scala nazionale, certo in area lombarda. Pubblicato a Milano, dove particolarmente intense erano all'epoca le attività manifatturiere e commerciali legate alla confezione dei vestiti e dei loro accessori e dove particolarmente vivace incomincia ad essere l'attività editoriale, il periodico intende offrire alle sue lettrici tutti quegli insegnamenti che caratterizzeranno la stampa femminile posteriore: "novelle morali, tavolette, e racconti graziosi e piacevoli. Istruzioni al bel sesso appartenenti alla toeletta, ed al benessere delle donne. Poesie eleganti, allegre e bizzarre. Varietà galanti contenenti le notizie del teatro, dell'amena letteratura, della musica, della pittura, i tratti di spirito, e gli aneddoti del giorno più graziosi e piccanti" (15 luglio 1786). 
Il tono volutamente mondano e galante assunto sin dai primi numeri è utilizzato ad uno scopo ben preciso: quello di delineare il modello di donna meglio rispondente ai bisogni della buona società milanese - aristocratica o borghese quale viene configurandosi nell'ultimo ventennio del Diciottesimo secolo. In un primo tempo, infatti, gli estensori del giornale invitano le lettrici a concentrare la propria attenzione sul loro aspetto fisico attraverso una certa proprietà ed una sobria eleganza del vestito e dei suoi accessori, un uso parsimonioso dei cosmetici, una indispensabile igiene e, ancora, un corretto uso del ventaglio, della canna da passeggio e... dell'occhialino. E tutto questo con un unico scopo: quello di accentuare la loro capacità seduttiva volta alla sostanziale conquista di un marito, e quindi di un posto nella società. Lo scoppio della Rivoluzione francese, in un primo momento, sembra non modificare minimamente il carattere dei contenuti del giornale che arriva addirittura a proporre abiti di panno nero à la Révolution, négligés alla patriota, deshabillés alla democratica e vestiti alla ghigliottina. In realtà qualcosa è profondamente mutato. Il periodico infatti, che dopo la rivoluzione vede diradare alquanto le sue uscite, esplicita e approfondisce le critiche ad alcuni aspetti deteriori, legati al mondo femminile della vecchia società, quali ad esempio la moda dei cavalier serventi (cfr. 15 luglio 1876 e 21 aprile 1792), ma propone alle donne anche nuovi modelli di vita e di comportamento.
Ad esse infatti ora non si chiede più di essere solo belle e ben vestite seguendo i dettami della moda francese e dì quella, assai più semplice, inglese e quindi di essere un puro ornamento dei salotti, ma sì chiede di essere ragionevoli e di spirito, e di essere, soprattutto buone mogli e madri. "Mi compiaccio di abbozzare il ritratto d'una sposa in ogni punto compita"- dice a questo proposito l'estensore del giornale dell'11 dicembre 1792. "Un fondo di pietà, di bontà, di cuore, giovialità di spirito, dolcezza di carattere, uguaglianza di umori, ecco i tratti principali che la compongono; ch'ella abbia inoltre più attrattive che bellezze, ch'ella sia semplice nella sua abbigliatura, sincera nei suoi discorsi, prudente e modesta nelle sue azioni, economa nella condotta della sua casa, paziente in ogni cosa, io l'alzo sopra un piedestallo come il più perfetto modello da seguire".
A partire dal 1787 la rivista è stata pubblicata con il nuovo titolo Il Giornale delle nuove mode di Francia e d'Inghilterra e dal 1793 con il titolo Il Giornale delle mode principali d'Europa dedicato alle donne italiane.